# Delminda Silveira
Delminda Silveira de Sousa (Desterro, 27 de janeiro de 1856 — Florianópolis, 12 de março de 1932) foi uma professora e escritora brasileira.

## Vida
Filha de José Silveira de Sousa e Caetana Xavier Pacheco Silveira, sobrinha de João Silveira de Sousa.

## Carreira
Foi professora no Colégio Feminino Coração de Jesus, em Florianópolis.
Delminda Silveira fez parte do pequeno grupo de mulheres que integravam o Instituto Histórico e Geográfico de São Paulo. Ao lado de Veridiana da Silva Prado, Júlia Lopes de Almeida e Maria Olga de Moraes Sarmento da Silveira somavam 16 mulheres num grupo de 1000 associados durante os primeiros 20 anos deste instituto.
Foi membro da Academia Catarinense de Letras (ACL). Foi a primeira mulher da ACL, titular da cadeira 10, a qual assumiu com 66 anos de idade.
É patrona da cadeira número 3 da Academia Catarinense de Letras e Arte.
Em 1914 publicou seu segundo livro, chamado Cancioneiro, uma coleção de hinos e poesias comemorativas das principais datas nacionais. Por decreto do Governador Vidal Ramos, esta obra foi oficialmente adotada em todos os estabelecimentos de ensino em Santa Catarina.
Está sepultada no Cemitério do Hospital de Caridade de Florianópolis.

## Obras
- A poesia 1895
- Lises e martírios (Poema), 1908
- Cancioneiro (Poema), 1914
- Brasil: Peça alegórica em cinco atos (Memórias), 1922
- O coração! (Romance e/ou novela)
- (Urania), Amor: Jorge Spero e Teléa (Romance e/ou novela)
- 15 de novembro: (Proclamação da República do Brasil - 1900)
- A mendiga
- Branca de neve 1926
- Amor e rosas de Santa Theresinha do Menino Jesus 1929
- A nossa viagem de Florianópolis à Blumenau 1930
- As nuvens 1930
- Passos dolorosos (Poema), 1931
- Indeléveis (Poema), 1989 post-mortem

## Representação na cultura
- Em sua homenagem, foi batizada a Escola de Educação Básica "Delminda Silveira" em Mondaí, Santa Catarina.[8]
- Seu nome também está numa rua do bairro Agronômica em Florianópolis.